# Ашарит
Ашарит, сзайбеліїт (рос. ашарит; англ. ascharite, szaibelyite; англ. Ascharit m) — вторинний мінерал соленосних осадових родовищ боратів.

## Загальний опис
Хімічна формула: MgH[BO3].
Містить (%): MgO — 47,92; BO3 — 41,38; Н2О — 10,7. α-ашарит та β-ашарит — зайві назви ашариту.
Густина 2,62-2,69. Твердість 3-3,5.
Колір білий, сіруватий, жовтуватий.
Крихкий.
Ашарит — поширений мінерал ендогенних родовищ борних руд і соленосних осадових товщ. Головний мінерал ендогенних борних руд суанітового, котоїтового, людвігітового та інших типів.
Знайдено в Канаді, КНДР і Марокко. Значні його концентрації спостерігаються в серпентинітах. Відомі випадки знаходження в контактово-метасоматичних родовищах у вапняках або доломітах разом з серпентином. Названо за місцем знахідки біля міста Ашерслебен, Німеччина.